# Kommunalwahlen in Schleswig-Holstein 2008
Die Kommunalwahlen in Schleswig-Holstein 2008 fanden am Sonntag, dem 25. Mai 2008, statt.
Die rund 2,3 Millionen Wähler stimmten über neue Ratsversammlungen und Gemeindevertretungen in über 1.000 Gemeinden ab (Gemeindewahl). Zudem wurden in den elf Kreisen des Landes die Kreistage neu gewählt (Kreiswahl).
In den Kreisen Segeberg und Kreis Rendsburg-Eckernförde wurden per Direktwahl die Landräte gewählt. Darüber hinaus wurden in 14 Gemeinden Bürgermeister per Direktwahl bestimmt.

## Ergebnis
Bei der Kreiswahl lag die Wahlbeteiligung bei 49,4 % (2003: 54,4 %). Das amtliche Landesendergebnis der Kreiswahl (also für die kreisfreien Städte und Kreise) lautet:
| Partei                                            | Prozent | Veränderung zu 2003 in Prozentpunkten |
| ------------------------------------------------- | ------- | ------------------------------------- |
| Christlich Demokratische Union Deutschlands (CDU) | 38,6    | −12,2                                 |
| Sozialdemokratische Partei Deutschlands (SPD)     | 26,6    | −2,7                                  |
| Bündnis 90/Die Grünen (GRÜNE)                     | 10,3    | +1,9                                  |
| Freie Demokratische Partei (FDP)                  | 9,0     | +3,3                                  |
| Die Linke (LINKE)                                 | 6,9     | +6,7                                  |
| Wählergruppen (WG)                                | 5,1     | +2,5                                  |
| Südschleswigscher Wählerverband (SSW)             | 3,0     | +0,5                                  |
| Nationaldemokratische Partei Deutschlands (NPD)   | 0,4     | +0,4                                  |
| Sonstige                                          | 0,1     | −0,4                                  |

## Rechtliches
- Das Bundesverfassungsgericht hat am 13. Februar 2008 nach einem Antrag der Parteien Bündnis 90/Die Grünen, Landesverband Schleswig-Holstein, und Die Linke, Landesverband Schleswig-Holstein, die Fünf-Prozent-Klausel aufgehoben.[1]
- In rund 30 Gemeinden, die weniger als 70 Einwohner haben, wurden laut Landesgesetz keine Gemeindevertretungen gewählt. In diesen Gemeinden bilden alle Bürger eine Gemeindeversammlung.
- Alle EU-Bürger ab 16 Jahre mit Wohnsitz in Schleswig-Holstein besaßen das aktive Wahlrecht.

- Unterschiedliche Auslegungen von § 10 Abs. 4 Satz 2 und 3 GWKG führten in verschiedenen Gemeinden zu Streitigkeiten über die Sitzverteilung.[2] Das Verwaltungsgericht verwehrte der SPD einen zusätzlichen Sitz in der Bad Segeberger Stadtvertretung und lehnte die Klage als „unbegründet“ ab.[3] Die SPD zog im Anschluss vor das Oberverwaltungsgericht.[4] Das Schleswig-Holsteinische Oberverwaltungsgericht schloss sich jedoch der Rechtsauffassung des Verwaltungsgerichts an und lehnte am 15. September 2009 den Antrag auf Berufung ab.[5][6]

## Parteien
Folgende Parteien traten zu den Wahlen auf Kreisebene an: CDU, SPD, FDP, GRÜNE, SSW, LINKE, UNABHÄNGIGE, NPD, Verbraucherschutzpartei, Zentrum und mehrere Wählergruppen.